# Valerio Valeri (antropologo)
Valerio Valeri (Somma Lombardo, 4 agosto 1944 – Santa Monica, 25 aprile 1998) è stato un filosofo e antropologo italiano.

## Biografia
Laureatosi in filosofia nel 1967 all'Università di Pisa, quale allievo pure della Scuola normale superiore, discutendo una tesi sul pensiero di Claude Lévi-Strauss, con relatore Francesco Barone, si rivolse agli studi di antropologia, conseguendo due dottorati di ricerca, uno a Pisa (Diploma di Perfezionamento) nel 1970, l'altro a Parigi, nel 1976, presso l'École Pratique des Hautes Études, con Lévi-Strauss, Louis Dumont e Marshall Sahlins.
Successivamente, a partire dal 1976, ebbe vari incarichi di insegnamento presso l'Università di Chicago, dove rimase fino alla prematura scomparsa (per un male incurabile). Al contempo, compì ricerca sul campo soprattutto presso gli Huaulu del Seram centrale in Indonesia orientale, ma anche in Micronesia, Malaysia e Hawaii.
Le sue ricerche riguardarono molti argomenti, fra cui, i sistemi politici, la parentela e il matrimonio, la ritualità, il sacrificio, così come l'antropologia sociale ed economica, nonché la storia comparata degli usi e costumi dei popoli, che condusse lungo la linea di pensiero del suo maestro Lévi-Strauss. Gli è stato assegnato, nel 1982, per i suoi studi e le sue ricerche di antropologia culturale, il premio ”Guggenheim Fellowship“ per le scienze sociali.
Fra i molti suoi lavori, ricordiamo due importanti volumi, Kingship and Sacrifice. Ritual and Society in Ancient Hawaii  (1985), scritto con Marshall Sahlins, e Hunting, Identity and Morality among the Huaulu of the Moluccas (1999). Curò pure diverse voci antropologiche per l'Enciclopedia Einaudi.
Tra le sue molte opere pubblicate postume, il volume Uno spazio tra sé e sé. L'antropologia come ricerca del soggetto (1999), a cura di Martha Feldman e Janet Hoskins, tradotto in italiano da Bianca Lazzaro, che può considerarsi una sua autobiografia intellettuale.

## Opere principali
- Kingship and Sacrifice: Ritual and Society in Ancient Hawaii, The University of Chicago Press, Chicago, IL, 1985.
- Uno spazio tra sé e sé. L'antropologia come ricerca del soggetto, a cura di M. Feldman e J. Hoskins; traduzione italiana a cura di B. Lazzaro, Donzelli Editore, Roma, 1999.
- The Forest of Taboos: Morality, Hunting, and Identity among the Huaulu of the Moluccas, The University of Wisconsin Press, Madison, WI, 2000.
- Fragments from Forests and Libraries: A Collection of Essays, Carolina Academic Press, Durham, NC, 2001.
- Ritual and Annals: Between Anthropology and History, edited by R. Stasch, S.M. Dowdy and G. da Col, HAU Books/The University of Chicago Press, Chicago, IL, 2014.
- Classical Concepts in Anthropology, edited by G. da Col and R. Stasch, HAU Books/The University of Chicago Press, Chicago, IL, 2018.